# Іваніцький Іван Васильович
Іван Васильович Іваніцький (1992, с. Дністрове, Тернопільська область — 16 лютого 2023) — український військовослужбовець, лейтенант Збройних сил України, учасник російсько-української війни. Почесний громадянин міста Тернополя (2023, посмертно).

## Життєпис
Іван Іваніцький народився 1992 року в селі Дністрове, нині Мельнице-Подільської громади Чортківського району Тернопільської области України.
Командир інженерно-саперного взводу. Загинув 16 лютого 2023 року під час виконання бойового завдання в зоні бойових дій.
Похований 20 лютого 2023 року в родинному селі.

## Нагороди
- почесний громадянин міста Тернополя (3 березня 2023, посмертно) — за вагомий особистий вклад у становленні української державності та особисту мужність і героїзм у виявленні у захисті державного суверенітету та територіальної цілісності України[1].